# Semaeopus concomitans
Semaeopus concomitans là một loài bướm đêm trong họ Geometridae.